# Parachironomus acutus
Parachironomus acutus är en tvåvingeart som först beskrevs av Maurice Emile Marie Goetghebuer 1936.  Parachironomus acutus ingår i släktet Parachironomus och familjen fjädermyggor. Inga underarter finns listade i Catalogue of Life.